# Пентазолоторубидий
Пентазолоторубидий — бинарное неорганическое соединение, интерметаллид
рубидия и золота
с формулой Au5Rb,
кристаллы.

## Получение
- Сплавление стехиометрических количеств чистых веществ:

{\displaystyle {\mathsf {Rb+5Au\ {\xrightarrow {730^{o}C}}\ Au_{5}Rb}}}

## Физические свойства
Пентазолоторубидий образует кристаллы
гексагональной сингонии,
пространственная группа P 6/mmm,
параметры ячейки a = 0,5760 нм, c = 0,4448 нм, Z = 1,
структура типа кальцийпентамеди Cu5Ca
.
Соединение образуется по перитектической реакции при температуре 730 °C.